# Sainte-Foy-de-Longas
Sainte-Foy-de-Longas – miejscowość i gmina we Francji, w regionie Nowa Akwitania, w departamencie Dordogne.
Według danych na rok 1990 gminę zamieszkiwało 250 osób, a gęstość zaludnienia wynosiła 15 osób/km² (wśród 2290 gmin Akwitanii Sainte-Foy-de-Longas plasuje się na 929. miejscu pod względem liczby ludności, natomiast pod względem powierzchni na miejscu 671.).